# クメール人
クメール人（クメールじん、英: Khmer、クメール語: ជនជាតិខ្មែរ）は、カンボジアを中心とする東南アジアの民族。カンボジアの総人口の約90パーセントを占めるほか、タイ東北部、ラオス南部、ベトナム南部などにも住む。身体的特徴では一般に、波状の頭髪や体毛の多さといった特徴が比較的多く見られるが、皮膚は比較的濃色である。人種的には新モンゴロイドとオーストラロイドのネグリトとの混血民族である。

## 歴史
6世紀に真臘（後のクメール朝（アンコール朝））を建国し、アンコール・ワットに象徴される壮大なカンボジア文化を築いた。当時の最盛期の人口は100万人以上。アンコール朝は1431年にタイのアユタヤ王朝に侵攻されて都であるアンコール・トムを攻略されたのち、転々と遷都を繰り返し現在のプノンペンにあるチャドモックに落ち着いた。この間にかけて、ベトナム人の南進によりメコンデルタ地方の多くでクメール人は少数民族と化した。19世紀中頃からフランスによる植民地化が進み、カンボジア王国は1887年にフランス領インドシナへ編入された。後にクメール人主体のカンボジアが完全独立を果たすのは1953年であった。
1970年代はポル・ポト政権による文化浄化で伝統文化や技術の担い手が大量殺戮された。